# یواس‌اس مونادناک (۱۸۶۳)
یواس‌اس مونادناک (۱۸۶۳) (به انگلیسی: USS Monadnock (1863)) یک کشتی بود که طول آن ۲۵۰ فوت (۷۶ متر) بود. این کشتی در سال ۱۸۶۳ ساخته شد.